# Jesús Olalla
Jesús Olalla Iraeta (* 15. Juli 1971 in Irun) ist ein ehemaliger spanischer Handballspieler, der zumeist auf Rückraum Mitte eingesetzt wurde.

## Sportliche Karriere
Der 1,96 m große und 95 kg schwere Rechtshänder begann mit dem Handballspiel in seiner Heimatstadt bei Bidasoa Irún, mit dem er auch 1990 in der spanischen Liga ASOBAL debütierte. Im  Europapokal der Pokalsieger 1990/91 unterlag er im Finale dem TSV Milbertshofen. Im gleichen Jahr gewann er die Copa del Rey de Balonmano. 1993 folgte der Triumph in der Copa ASOBAL. Anschließend wechselte er zum FC Barcelona, mit dem er 1994 und 1995 den Europapokal der Pokalsieger sowie 1996 die spanische Meisterschaft und die EHF Champions League gewann. Daraufhin kehrte er nach Irún zurück. 1997 errang er zum dritten Mal den Europapokal. 1998 verpflichtete Portland San Antonio den Spielmacher. Dort errang er im Jahr 2000 erneut den Pokalsieger-Wettbewerb, 2001 den Königspokal und als Krönung 2001 die Champions League. Mit diesem Titel verabschiedete er sich aus Spanien und schloss sich dem deutschen Bundesligisten SG Wallau/Massenheim an. Nach einer erfolglosen Saison in Deutschland spielte er für BM Alcobendas. In seinem letzten Profijahr lief er für CB Cantabria Santander auf.
In der Spanischen Nationalmannschaft debütierte "Iosu" Olalla im Jahr 1991 und war Stammspieler der Mannschaft, die die ersten Medaillen für die Selección errang. 1996 gewann er bei der Europameisterschaft Silber und bei den Olympischen Spielen in Atlanta Bronze. Bei den Europameisterschaften 1998 und 2000 holte er jeweils Bronze. Auch bei den Olympischen Spielen 2000 in Sydney wurde er Dritter. Nach 176 Länderspielen und 235 Toren beendete Olalla seine Nationalmannschaftskarriere am 15. Juni 2003.

## Berufliche Karriere
Jesús Olalla arbeitet als Rechtsanwalt mit eigener Kanzlei in Madrid.

## Erfolge
- mit Bidasoa Irún
  - Copa del Rey de Balonmano 1991
  - Copa ASOBAL 1993
  - Europapokal der Pokalsieger: Sieger 1996/97, Finalist 1990/91
- mit dem FC Barcelona
  - Liga ASOBAL 1996
  - Supercopa Asobal 1994
  - Copa ASOBAL 1995 und 1996
  - Copa del Rey de Balonmano 1994
  - Katalanische Liga 1994 und 1995
  - EHF Champions League 1996
  - Europapokal der Pokalsieger 1994 und 1995
- mit Portland San Antonio
  - Europapokal der Pokalsieger 1999/2000
  - Vereins-EM 2000
  - Copa del Rey de Balonmano 2001
  - EHF Champions League 2001

- mit der Spanischen Nationalmannschaft
  - Silber bei der Europameisterschaft 1996
  - Bronze bei den Europameisterschaften 1998 und 2000
  - Bronze bei den Olympischen Spielen 1996 und 2000